# Valentin Gallmetzer

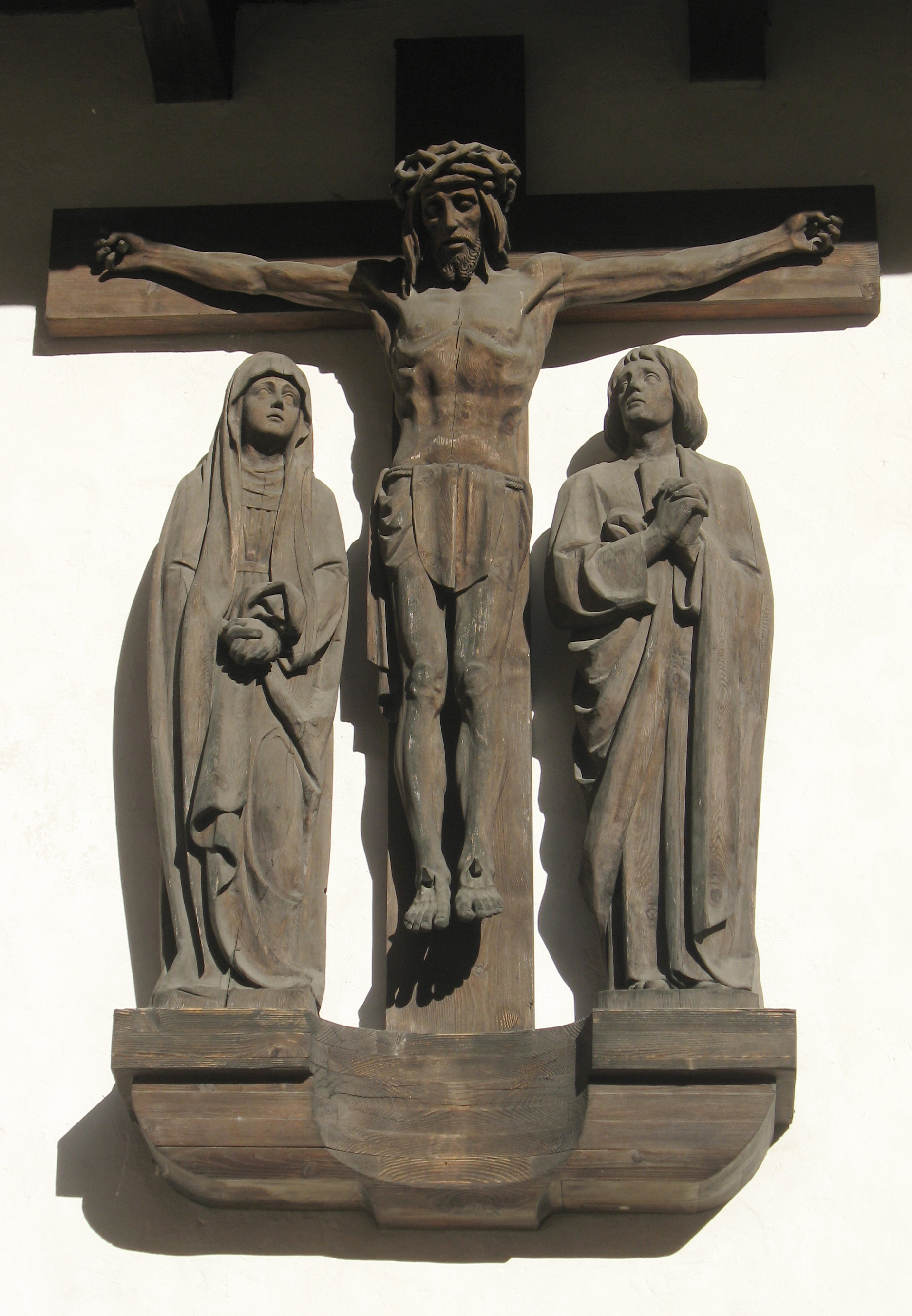
Kreuzigungsgruppe von Valentin Gallmetzer an der Pfarrkirche in Waidbruck, entstanden 1914, 180 cm hoch

Valentin Gallmetzer (* 9. Februar 1870 in Obereggen; † 16. Januar 1958 in Klausen) war ein Südtiroler akademischer Bildhauer.

## Leben
Seinen ersten Kunstunterricht erhielt er mit 17 Jahren an der k.k. Fachschule in Bozen. 1890 lernte er während seiner Dienstzeit als Soldat in Wien den Maler Thomas Riss kennen, der ihm Zeichenunterricht gab. 1896 begann er die Lehre bei Franz Tavella in Gröden und blieb dort bis 1899. Gallmetzer inskribierte 1901 an der Akademie der Bildenden Künste München.
Gallmetzer war 16 Jahre Bürgermeister von Klausen, bis ihn die Faschisten aus dem Amt drängten.

## Einige Werke
- 1904: Kreuzigungsgruppe in der Pfarrkirche von Burgstall[3]
- 1908: Herz-Jesu-Altar, Bozen, Abtei Muri-Gries
- 1910: zwei Statuen: Maria, Johannes, Marling, Pfarrkirche
- 1917: Heiliger Martin, Deutschnofen
- Kruzifix am Grab Kaiser Karls I. in der Nossa Senhora do Monte (ehemaliger Standort in der Nähe des Widums in Feldthurns)

## Bildergalerie

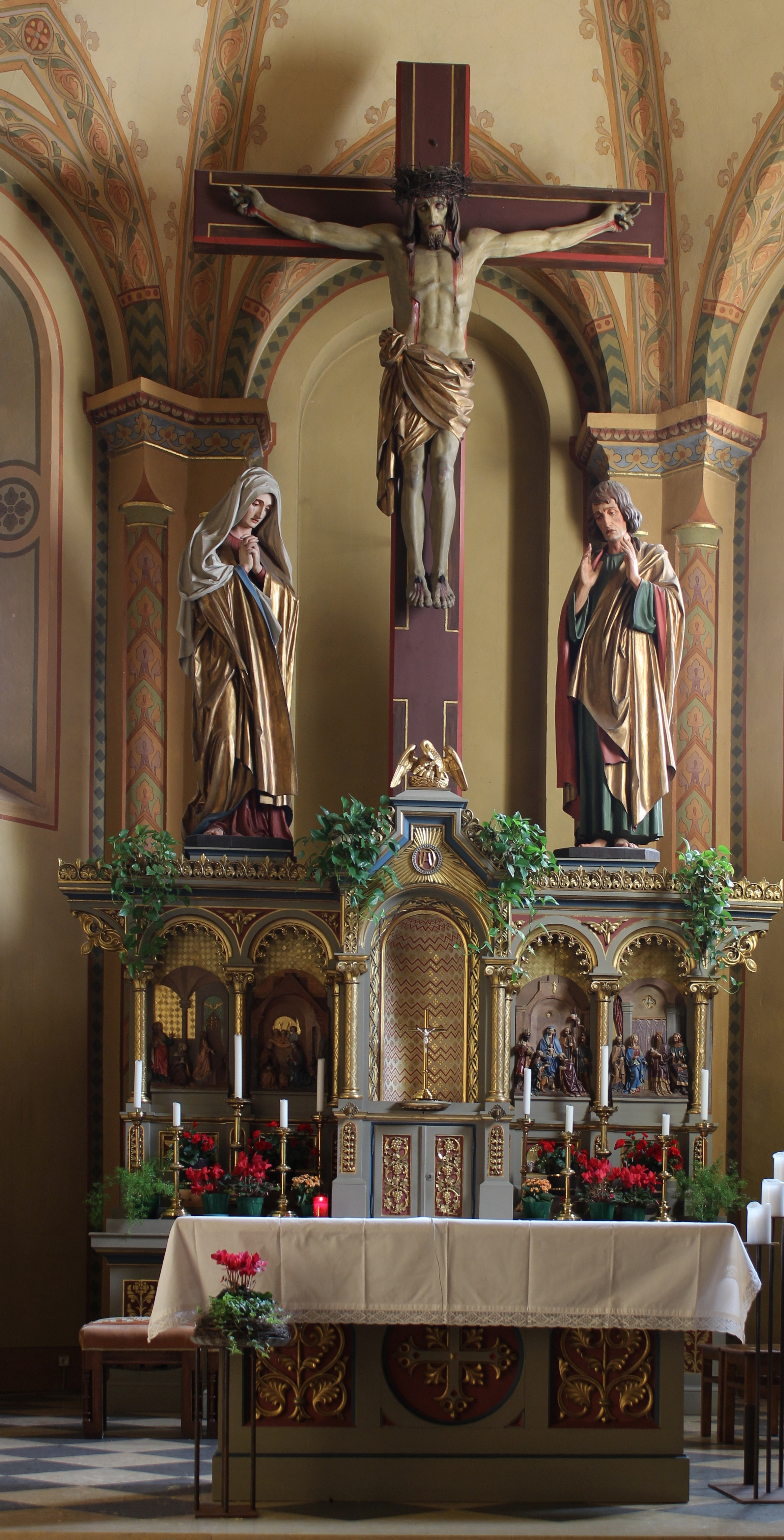
Kreuzigungsgruppe Pfarrkirche Burgstall 1904
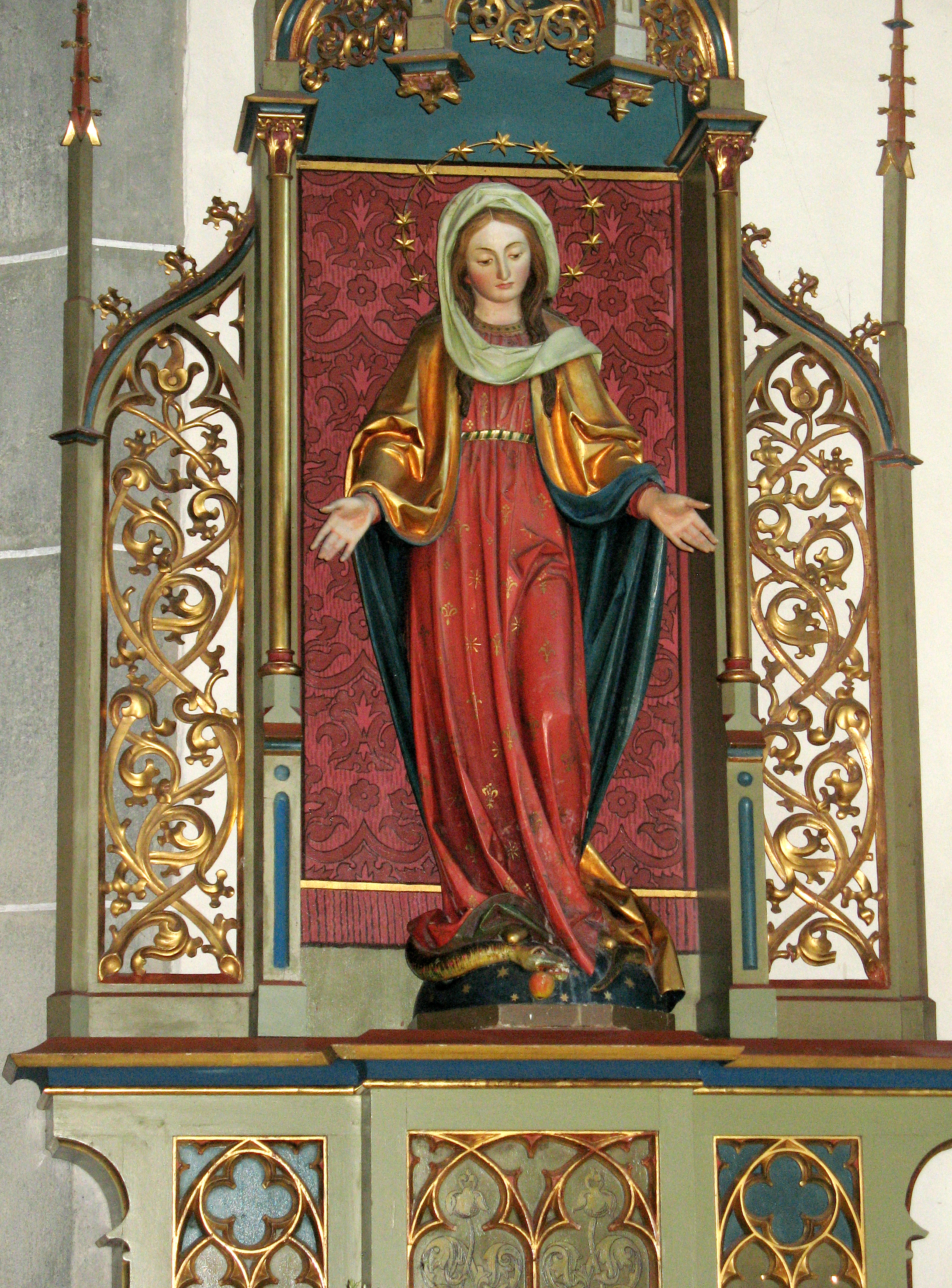
Jungfrau Maria Unsere Liebe Frau in Lajen 1908
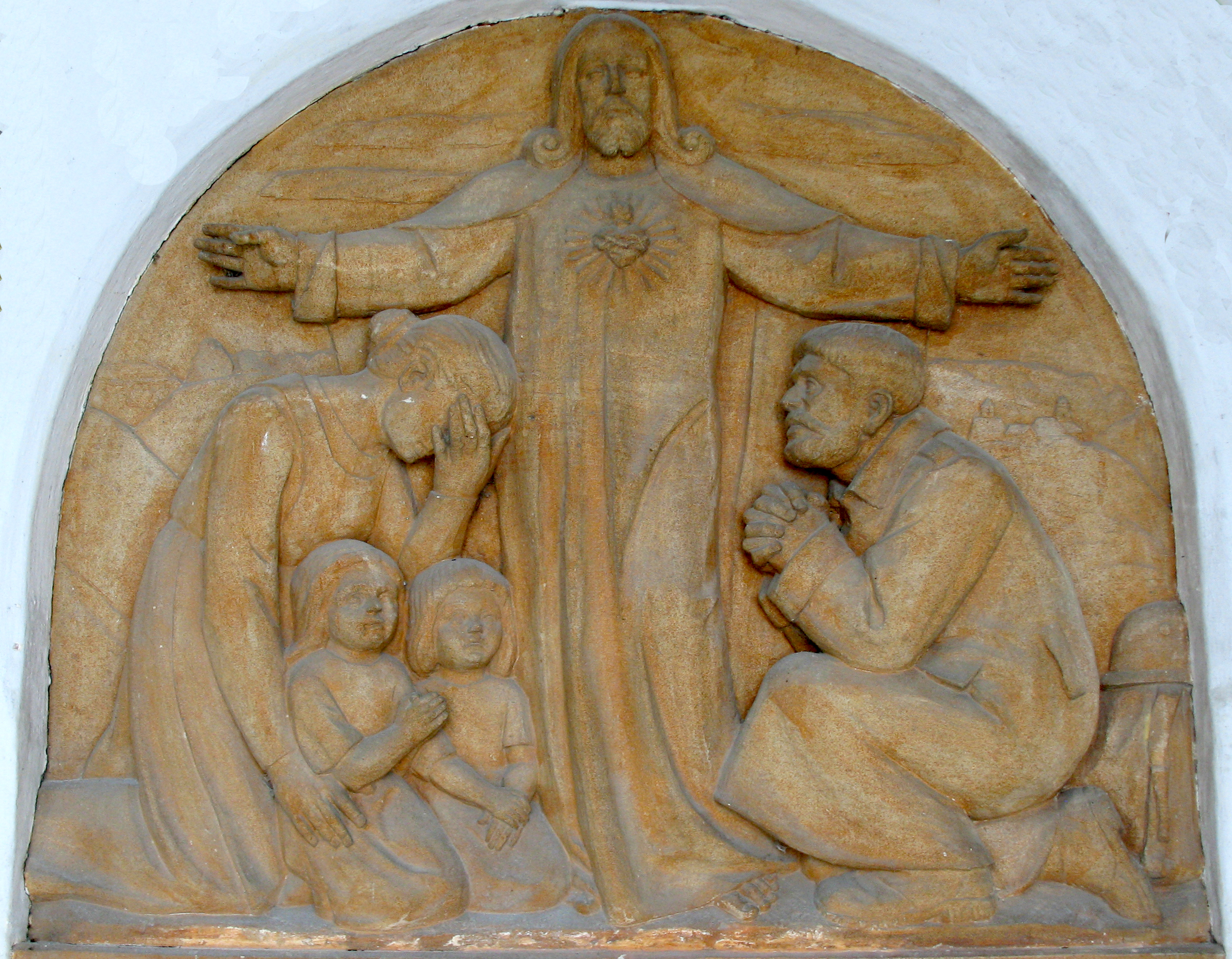
Kriegsdenkmal in Lajen 1922
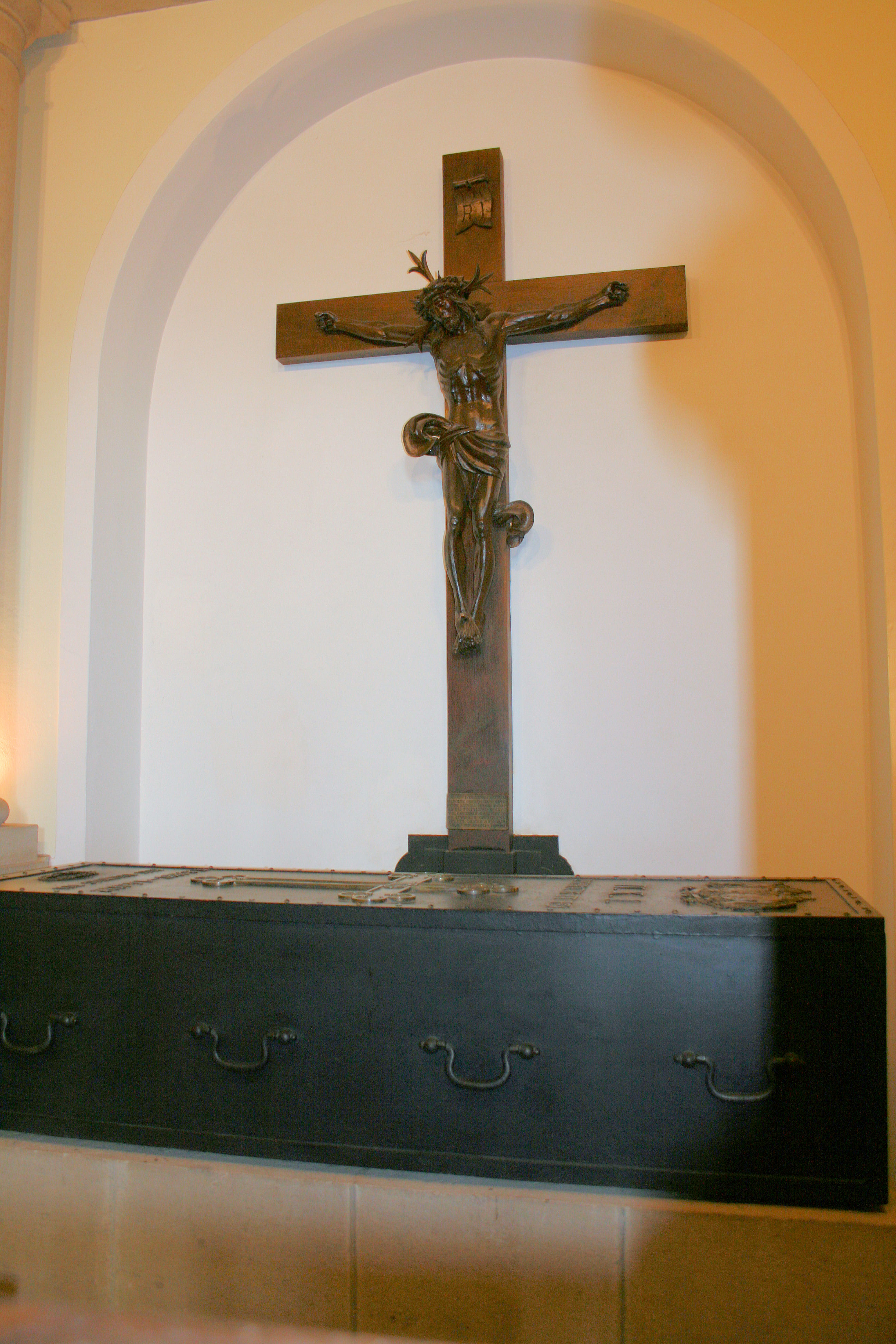
Kreuz hinter dem Sarg Karls I.